# Vyšehrad (borg)
Vyšehrad är en borg i Tjeckiens huvudstad Prag. Vyšehrad är beläget 232 meter över havet.